# Б'юргольм (комуна)
Комуна Б'юргольм (швед. Bjurholms kommun) — адміністративно-територіальна одиниця місцевого самоврядування, що розташована в лені Вестерботтен у північній Швеції.
Б'юргольм 80-а за величиною території комуна Швеції. Адміністративний центр комуни — місто Б'юргольм.

## Населення
Населення становить 2 433 чоловік (станом на вересень 2012 року). 
| Кількість населення комуни Б’юргольм за 1970-2010 роки | Кількість населення комуни Б’юргольм за 1970-2010 роки | Кількість населення комуни Б’юргольм за 1970-2010 роки | Кількість населення комуни Б’юргольм за 1970-2010 роки | Кількість населення комуни Б’юргольм за 1970-2010 роки |
| ------------------------------------------------------ | ------------------------------------------------------ | ------------------------------------------------------ | ------------------------------------------------------ | ------------------------------------------------------ |
| Рік                                                    |                                                        |                                                        | Населення                                              |                                                        |
| 1970                                                   | 1970                                                   |                                                        | 3 912                                                  | 3 912                                                  |
| 1975                                                   | 1975                                                   |                                                        | 3 486                                                  | 3 486                                                  |
| 1980                                                   | 1980                                                   |                                                        | 3 354                                                  | 3 354                                                  |
| 1985                                                   | 1985                                                   |                                                        | 3 070                                                  | 3 070                                                  |
| 1990                                                   | 1990                                                   |                                                        | 2 959                                                  | 2 959                                                  |
| 1995                                                   | 1995                                                   |                                                        | 2 854                                                  | 2 854                                                  |
| 2000                                                   | 2000                                                   |                                                        | 2 695                                                  | 2 695                                                  |
| 2005                                                   | 2005                                                   |                                                        | 2 553                                                  | 2 553                                                  |
| 2010                                                   | 2010                                                   |                                                        | 2 460                                                  | 2 460                                                  |
| Джерело: SCB                                           |                                                        |                                                        |                                                        |                                                        |

## Населені пункти
Комуні підпорядковано 1 міське поселення (tätort) та низка сільських, більші з яких:
- Б’юргольм (Bjurholm)
- Аґнес (Agnäs)
- Бальше (Balsjö)
- Карлсбек (Karlsbäck)

## Міста побратими
Комуна підтримує побратимські контакти з такими муніципалітетами:
- Комуна Барду, Норвегія
- Куйваніємі, Фінляндія

## Галерея

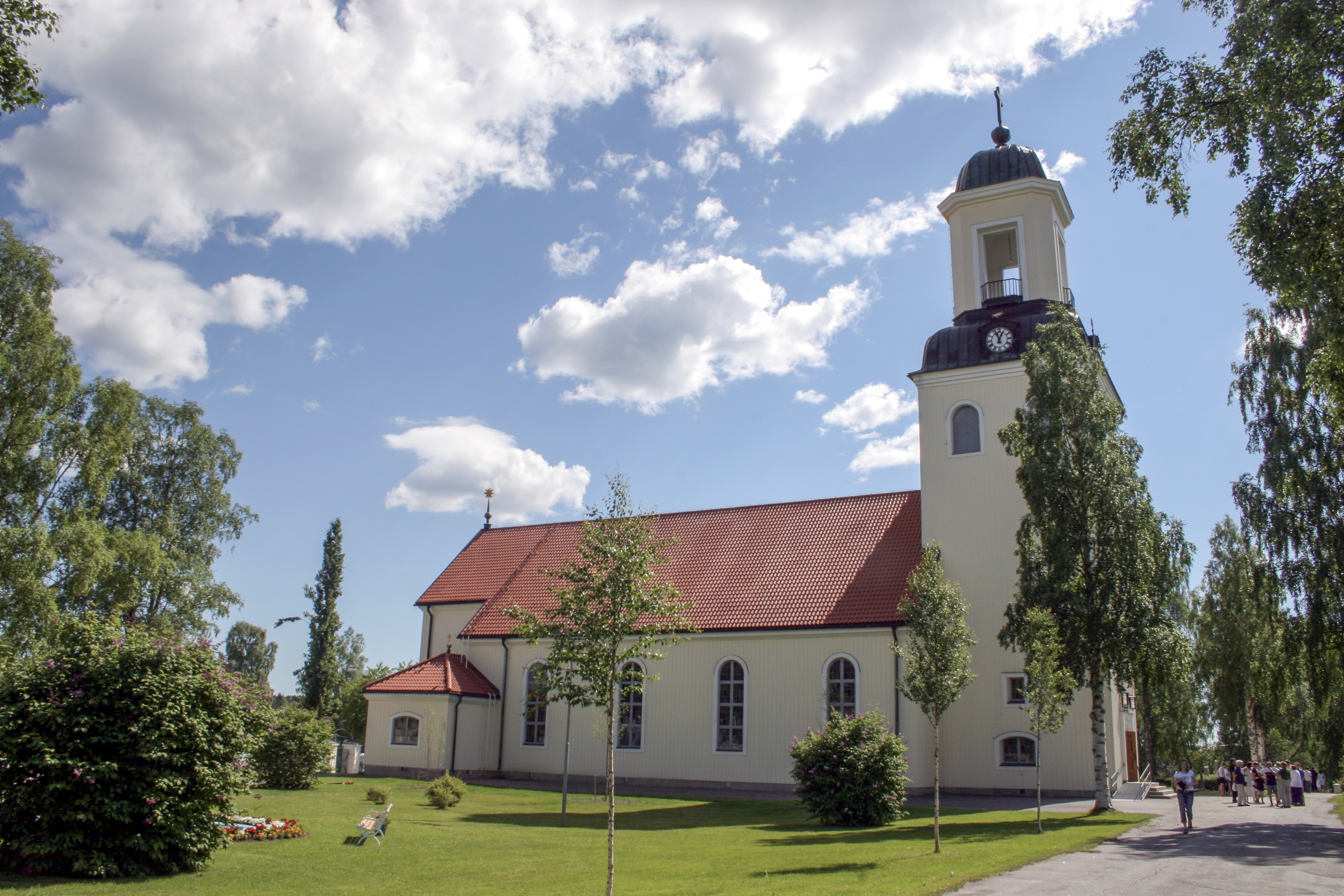
Церква (Б’юргольм)
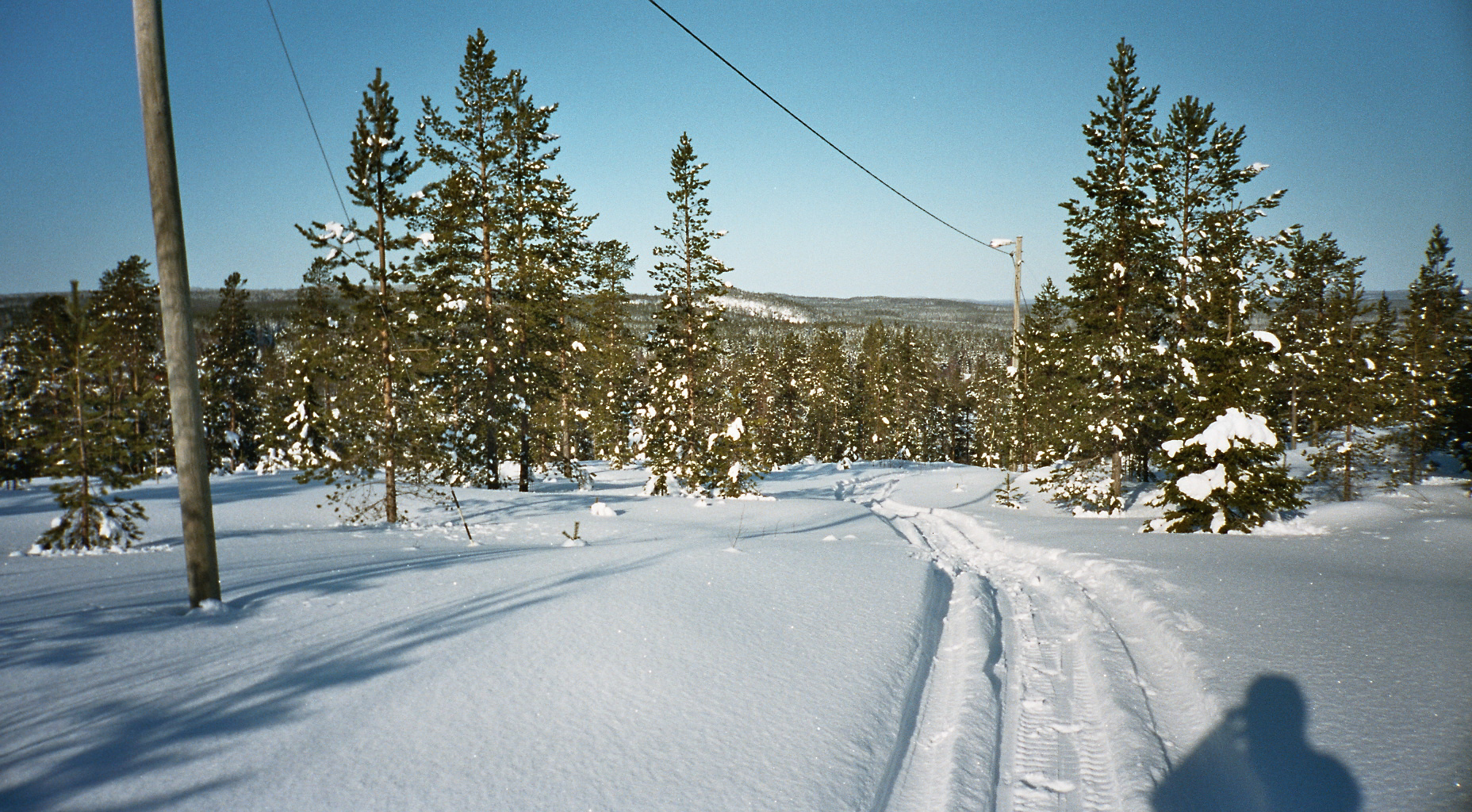
Зима в Б’юргольмі

## Виноски
1. ↑  https://www.vasterbottningen.se/2023-08-29/ingemar-nyman-efterlamnar-ett-outplanligt-minne-6153c
2. ↑  https://www.folkbladet.nu/2017-04-26/klart-med-nytt-kommunalrad-i-bjurholm
3. ↑  https://www.bjurholm.se/kommun-och-politik/politik/kommunstyrelsen-och-arbetsutskott/kommunstyrelsens-ledamoter
4. ↑  https://www.bjurholm.se/download/18.23d7fdaa17507a9912f3373/1614319656984/Arbetsformer%20kommunstyrelse%20och%20n%C3%A4mnder%20190101-221231,%20pdf%20127%20kB.pdf
5. ↑  Folkmangd i riket, lan och kommuner (шв.) . Центральне бюро статистики Швеції. Архів оригіналу за 20 серпня 2013. Процитовано 12 лютого 2013.